# Bernhard von Bremen
Bernhard von Bremen (* im 12. Jahrhundert; † im 13. Jahrhundert) war Domherr in Bremen und Münster.

## Leben
Die Herkunft des Bernhard von Bremen ist nicht überliefert. 1189 gehörte er zum Domkapitel Bremen. Erstmals im Jahre 1213 findet er als Domherr zu Münster urkundliche Erwähnung. 1216 wurde er Domdechant in Bremen.
In dieser Funktion übte er die Aufsicht über das Stiftskapitel aus.
Mit aller Wahrscheinlichkeit wurde Bernhard, der den Titel Magister führte, durch Bischof Otto von Münster ins Westfälische gebracht.